# Isovaara (kulle i Finland, Lappland, Östra Lappland)
Isovaara är en kulle i Finland. Den ligger i Salla i landskapet Lappland, i den norra delen av landet, 700 km norr om huvudstaden Helsingfors. Toppen på Isovaara är 292 meter över havet.
Terrängen runt Isovaara är platt. Trakten runt Isovaara är nära nog obefolkad, med mindre än två invånare per kvadratkilometer.